# Javier Hoyos
Javier Hoyos García (Cudón, Cantabria, 1966) es un periodista radiofónico español. Es el actual director territorial de la Cadena SER en Navarra y La Rioja.
Durante la temporada 2010-2011, fue el director y presentador del programa Carrusel deportivo de la Cadena SER.
Licenciado en Ciencias de la Información y máster en Marketing por la Universidad del País Vasco, Hoyos ha estado vinculado a la SER desde sus inicios profesionales, cuando con 22 años se incorporó a la redacción de deportes de Madrid. También, se ha desempeñado como analista deportivo en varios medios. Entre 1999 y 2009 fue, primero, jefe del conjunto de emisoras de la Cadena SER en el País Vasco y, desde 2001, su director de Contenidos. Entre octubre de 2009 y julio de 2010 fue director de Radio Santander y de la Cadena SER en Cantabria.
El 27 de agosto de 2010 empezó a dirigir y presentar el programa Carrusel deportivo, cargo del que fue destituido a finales de mayo de 2011.